# Alexander Straub
Alexander Straub, född den 14 oktober 1983, är en tysk friidrottare som tävlar i stavhopp.
Straubs genombrott kom när han blev bronsmedaljör vid inomhus-EM 2009 då med ett hopp på 5,76 meter. Samma år deltog han vid VM 2009 i Berlin där han slutade på sjunde plats efter att ha klarat 5,65. 
Vid inomhus-VM 2010 slutade han på tredje plats efter att ha klarat 5,65.

## Personliga rekord
- Stavhopp - 5,81 från 2008